# Тренер (фильм, 1969)
«Тренер» — советский художественный фильм о спорте.
Сценарист фильма Александр Лапшин — в прошлом тренер по гимнастике, также является автором сценариев спортивных фильмов «Право на прыжок» (1972) и «Чудо с косичками» (1974).

## Сюжет
Приехавший в сибирский городок новый тренер по гимнастике для того, чтобы его воспитанники поверили в себя, идёт на рискованное решение — на важных соревнованиях он заменяет ими сильных спортсменов.

## В ролях
- Валерий Рыжаков — Иннокентий Сосновский, тренер
- Дмитрий Сосновский — Ваня Сидоркин
- Андрей Харыбин — Витя Кулешов
- Леонид Базуткин — Илюша Гусаков
- Сергей Евсюнин — Клим Климыч
- Алексей Чернов — слепой отец гимнаста
- Наталья Рычагова — молодая учительница
- Мария Виноградова — классный руководитель
- Борис Гитин — старший тренер
- Вадим Захарченко — директор спортшколы
- Владимир Пицек — комендант спортшколы
- Вера Алтайская — тётя Саша

## Съёмочная группа
- Режиссёр: Яков Базелян
- Сценарий: Александр Лапшин
- Оператор: Валерий Базылев
- Художник: Борис Комяков
- Композитор: Алексей Муравлёв

## Награды
- Серебряная медаль на Кинофестивале спортивных фильмов в Риге, 1970 (Валерий Рыжаков).